# Megigazulás
A megigazulás (görögül: δικαιοσύνη, átírva: dikaióma; latinul: justificatio) keresztény teológiai fogalom. A helyes viszony helyreállítása Isten és az ember között. A teljesség üdvözítő ajándéka.
Általánosságban véve a megigazítás Istennek arra a cselekedetére vonatkozik, amellyel a bűnbánó és megtérő bűnöst igaznak mondja vagy tekinti. A megigazítás a kárhoztatás ellentéte.
Teológiai értelemben a megigazulás fogalma újszövetségi szövegekből, többek közt Pál apostolnak a Rómaiakhoz és a Galatákhoz írt levélben szereplő gondolataiból bontakozott ki, azzal a kérdéssel kapcsolatban, hogy mi teszi az embert igazzá Isten előtt.

## A Bibliában
"Megigazulván ingyen az ő kegyelméből a Krisztus Jézusban való váltság által, kit az Isten eleve rendelt engesztelő áldozatul, hit által, az ő vérében, hogy megmutassa az ő igazságát az előbb elkövetett bűnöknek elnézése miatt, az Isten hosszú tűrésénél fogva, az ő igazságának megbizonyítására, a mostani időben, hogy igaz legyen Ő és megigazítsa azt, aki a Jézus hitéből való" (Róm 3:24-26).
"Mert kegyelemből tartattatok meg, hit által; és ez nem tőletek van: Isten ajándéka ez" (Ef 2:8).
"Tudjuk azonban, hogy az embert nem a törvény szerinti tettek teszik igazzá, hanem a Jézus Krisztusba vetett hit. Ezért elfogadtuk Jézus Krisztus hitét, hogy a Krisztusba vetett hitben váljunk igazzá: nem mert tetteink megfelelnek a törvénynek, hisz a törvény szerinti tettek senkit sem tesznek igazzá. Ha azonban mi azáltal, hogy Krisztusban keressük az igazzá válást, bűnössé válnánk, akkor vajon Krisztus nem a bűnt mozdítaná-e elő? Semmi esetre sem. " (Gal 2:15-16).

## Római Katolikus Egyház
A megigazulás a katolikus teológiában az ember lelkében végbemenő változás, amidőn a bűn és Isten előtt való utálatosság állapotából kiemelkedve ismét igazzá, Isten barátjává és gyermekévé lesz. Magában foglalja a bűnök és azok büntetéseinek elengedését Krisztus eleget tevő érdemei alapján illetve az ember újjászületését, melyet a megszentelő isteni kegyelem eszközöl.

## Protestantizmus
- A protestáns felfogás szerint Isten a megigazulás révén az embert - aki bensőleg mindig bűnös marad - Jézus Krisztusra való tekintettel igaznak tekinti. (Luther)
- Az ember természeténél fogva bűnös, Jézus Krisztus igaz volta azonban, mint egy palást, eltakarja az ember bűneit. (Kálvin)

Luther szerint csak a hitetlenség révén veszítheti el az ember a megigazulást, Kálvin szerint pedig csak a predestináltak részére nyújtott megigazulás nem veszíthető el.
A protestantizmus nézete alapján a keresztények nem a törvény által igazulnak meg, hanem a Krisztushoz való teljes odafordulás: a megtérés, az élő hit, valamint Isten kegyelméből és irgalmából. Ebből az adományból a megigazult számára "új élet" következik a szeretetben.
Amikor Isten megbocsát a bűnösnek, visszavonja a megérdemelt büntetést és úgy bánik vele, mintha nem vétkezett volna, akkor isteni pártfogása alá veszi és Krisztus igazságának érdemei által megigazítja.  A bűnös egyedül a Jézus Krisztus áldozatában való hit által igazulhat meg. Krisztus a bűnös világ vétkeinek engesztelő áldozatává vált. Saját cselekedetei senkit sem igazíthatnak meg. Kizárólag Krisztus szenvedése, halála és feltámadása által szabadulhat meg a bűntudattól, a törvény kárhoztatásától és a törvényszegés büntetésétől. 
A hívőnek növekednie kell tapasztalatokban, azáltal, hogy szüntelen Krisztus tanítását tartja szem előtt. Az akarat folytonos átadása és állandó engedelmesség által részesül a megigazulás áldásában. Az a hit, amely nem terem jó gyümölcsöket, nem igazítja meg a lelket. 
" Látjátok tehát, hogy cselekedetekből igazul meg az ember, és nem csupán hitből" (Jak 2:24).